# إيليا كابيتولينا

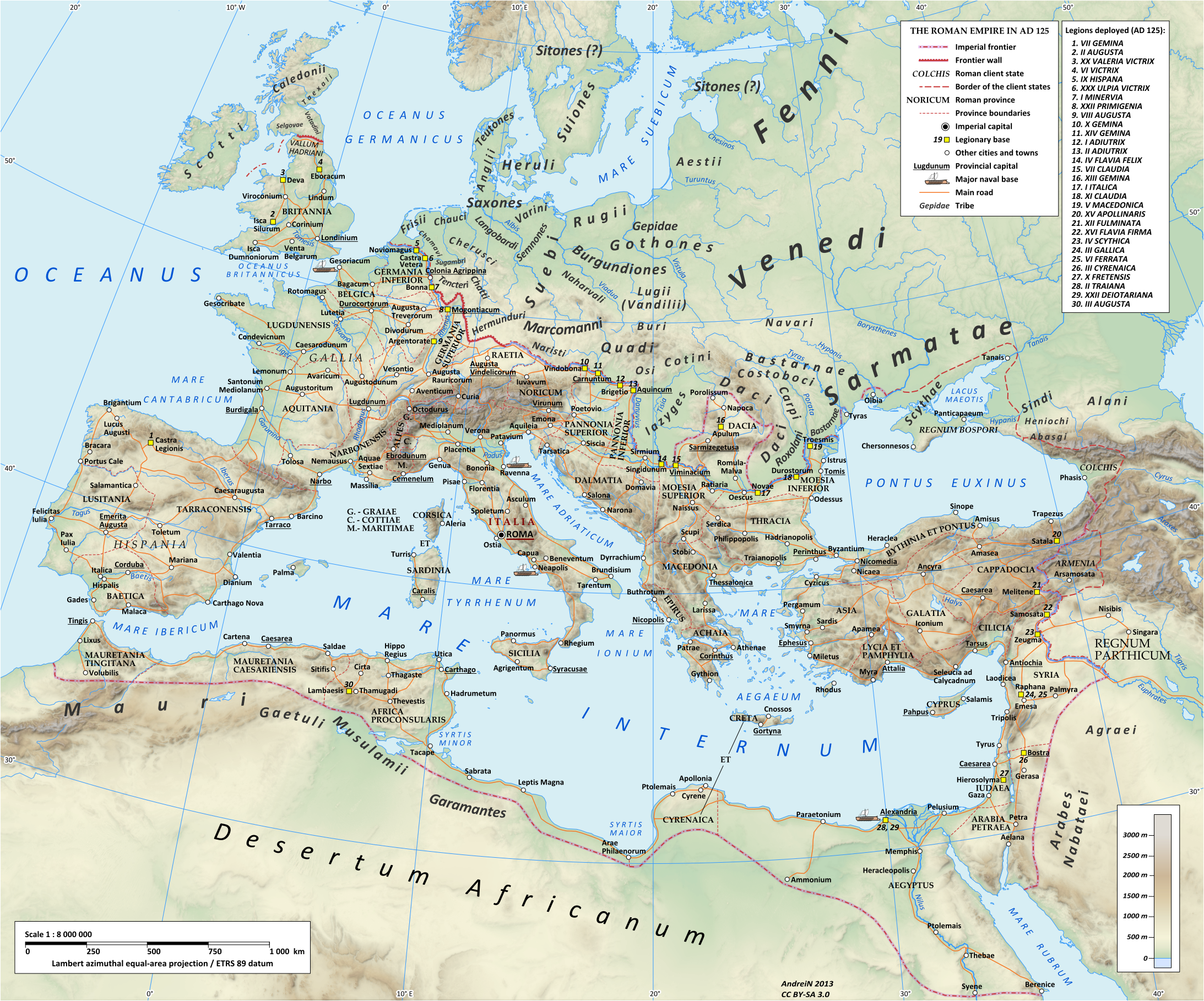
مدينة القدس تحت احتلال الإمبراطورية الرومانية

إيليا كابيتولينا (باللاتينية : Aelia Capitolina) (الاسم الكامل باللاتينية : Colonia Aelia Capitolina) مدينة بناها الإمبراطور هادريان، واحتلتها مُستَعمَرة رومانية في موقع مدينة «القدس حاليًا» التي دُمرت في عام 70م، أثناء الثورة اليهودية الكبرى.